# 梅田卓夫
梅田 卓夫（うめだ たくお、1938年 - 2013年10月26日）は、日本の詩人・著述家・教師。岐阜県出身。

## 略歴
名古屋大学教育学部卒業。愛知県立小牧工業高等学校国語科教諭を経て、愛知淑徳大学文化創造学部教授。定年後も非常勤講師として勤めた。
日本現代詩人会会員であり、1972年に詩集『物たちの位置』 (秋津書店) で第12回中日詩賞次賞に入選し、1975年には詩集『額縁』 (不動工房) で、第16回中日詩賞を受賞。詩人として主に1970年代から活躍した。また、愛知県岡崎市にて『詩誌アルファ』を発行する「アルファの会」の同人として活動した。
1980年代のはじめになると、清水良典、服部左右一、松川由博ら同僚教員たちと「万人のための創造的文章表現の実践と理論化」を目指す共同研究を始め、以後それに身を費やした。
2013年10月26日逝去。

## 著書
- 『物たちの位置 詩集』（1971年、秋津書店）
- 『額縁 詩集』（1975年、うむまあ会）
- 『消えない風景』（1983年、木靴舎）
- 『風車が記憶する 作品集』（1984年、木靴舎）
- 『文章表現四〇〇字からのレッスン』（2001年、ちくま学芸文庫）
- 『風景 梅田卓夫詩集』（2006年、西田書店）

### 編著
- 『高校生のための文章読本』（1986年、筑摩書房 → 2015年、ちくま学芸文庫）
- 『高校生のための批評入門』（1987年、筑摩書房 → 2012年、ちくま学芸文庫）
- 『高校生のための小説案内』（1988年、筑摩書房）
- 『新作文宣言』（1989年、筑摩書房　1996年、ちくま学芸文庫）
- 『わたしの作品集　表現改訂版ワークブック』（2000年、筑摩書房）
- 『中高年のための文章読本』（2003年、ちくま学芸文庫）

### 寄稿

#### 詩
- 「樹と手の類似についてさらにそれらと天との関係について」 (『詩人会議』第8巻第1号、1970年1月)
- 「植物の場合」 (『詩人会議』第8巻第8号、1970年8月)
- 「準備完了」「自家簡易水道」「カウキアオコウジカビ」「鳩」 (『詩人会議』第8巻第10号、1970年10月)
- 「一本の歯」 (『詩人会議』第9巻第1号、1971年1月)
- 「視点」 (『詩人会議』第9巻第3号、1971年3月)
- 「樹」「浅間高原にて」「ハナ」「トウギョ」「イチロベエゴロシ」「無告」「幸福」 (『詩人会議』第9巻第6号、1971年6月)
- 「雨」 (『詩人会議』第10巻第3号、1972年3月)
- 「窓」(創刊十周年記念作品特集) (『詩人会議』第11巻第1号、1973年1月)
- 「紙風船」 (『詩人会議』第11巻第8号、1973年8月)
- 「白い花」 (『詩人会議』第12巻第1号、1974年1月)
- 「冬空」 (『詩人会議』第12巻第12号、1974年12月)
- 「静物」他一遍 (『詩人会議』第14巻第2号、1976年2月)
- 「手袋」「戸口」 (『ユリイカ』第9巻第2号、1977年2月)
- 「真昼」 (『詩人会議』第15巻第6号、1977年6月)
- 「背後」「灰色の光」 (『ユリイカ』第10巻第2号、1978年2月)
- 「茶碗」 (『詩人会議』第16巻第3号、1978年3月)
- 「鳥」 (『ユリイカ』第10巻第14号、1978年12月)

#### 文章
- 「木山―岐阜県各務原市からのレポート」 (『文化評論』第112号、1970年12月)
- 「言葉の操作と詩精神」(詩集評) (『詩人会議』第9巻第5号、1971年5月)
- 「散文形式の詩について」 (『詩人会議』第9巻第6号、1971年6月)
- 「近野十志夫詩集『戦争体験なし』」(詩集評) (『詩人会議』第9巻第6号、1971年6月)
- 「館林明子詩集『花を食べる』」(詩集評) (『詩人会議』第9巻第9号、1971年9月)
- 「詩と写真」 (『詩人会議』第9巻第10号、1971年10月)
- 「特集 壺井繁治・後篇 エッセイ 「詩的散文」論」 (『詩人会議』第10巻第2号、1972年2月)
- 「現代詩時評 原点の喪失」 (『詩人会議』第10巻第4号、1972年4月)
- 「現代詩時評 平常心を保つこと」 (『詩人会議』第10巻第5号、1972年5月)
- 「現代詩時評 金子光晴の最近の仕事」 (『詩人会議』第10巻第5号、1972年6月)
- 「遠近法の枷」(私の詩の主題) (『詩人会議』第11巻第11号、1973年11月)
- 「愛知の詩人たち」 (『ふるさとの文学 2』文京書房、1974年)
- 「抒情詩と批評―村野四郎と黒田三郎にふれて」 (『詩人会議』第13巻第9号、1975年9月)
- 「全国詩誌代表作品集 本堂」 (『詩人会議』第13巻第12号、1975年12月)
- 「新年作品集 夕暮」 (『詩人会議』第15巻第1号、1977年1月)
- 「ホビーの谷間 パイプ」 (『ユリイカ』第10巻第2号、1978年2月)
- 「ホビーの谷間 ライター」 (『ユリイカ』第10巻第14号、1978年12月)
- 「<生ぎ方をみちびく力>としての批評」 (『ちくま』第193号、1987年4月)
- 「文学全集の愉しみ―私と文学全集」 (『ちくま』第240号、1991年3月)